# Iris浏览器
Iris浏览器（英語：Iris Browser）是适用于Windows Mobile和个人数码助理的网页浏览器。它由公司开发，第一版于2008年发布，目前已停止更新。它是首批在Acid3测试中获得满分100分的移动浏览器之一。

## 历史
到2008年，移动浏览器市场陆续有新的产品推出。2008年2月，推出了Iris浏览器，可在Windows Mobile 5、Windows Mobile 6和奇趣科技的Qt 2.3、Qtopia core 4.3和Qtopia 4.3上使用。将Iris定位为一个高性能、灵活、基于开源的替代产品，以替代Opera、Firefox和其他浏览器产品。Torch Mobile还宣布与奇趣科技合作，将把Iris作为Qtopia产品的一部分进行分销。之后浏览器的用户界面持续改进，直到2009年7月6日发布1.1.9版为止。
行动研究（Research in Motion）公司，即现在的黑莓公司，于2009年8月24日收购了，Iris浏览器业务也被终止。宣布将不再开发Windows Mobile、Windows CE浏览器。2010年8月3日，行动研究公司推出的BlackBerry 6上集成了一个新的基于WebKit的浏览器，可快速呈现HTML网页。

## 功能特性
Iris浏览器拥有可定制的界面、缩放和点击功能、多窗口和标签页、高级安全特性、弹出窗口拦截器等功能，支持全屏浏览，通过缩放和点击功能在网页周围移动。Iris基于WebKit渲染引擎，支持HTML和CSS。浏览器中还自带了一个截图工具。根据独立测试，Iris 1.1.5的页面加载速度比其最接近的竞争对手Opera Mobile慢。它是首批在Acid3测试中获得满分100分的移动浏览器之一。